# Laços sociais na rede

## O laço social
O laço social é uma conexão estabelecida entre atores sociais, que se formam através de interações. Para , os laços são constituídos em relações específicas, como proximidade, contato frequente, fluxos de informação, conflitos ou suporte emocional.  Para Breiger, que se inspirou em trabalhos de Goffman, o laço social também poderia ser formado através de uma associação, por uma ligação entre o indivíduo e uma instituição ou grupo.

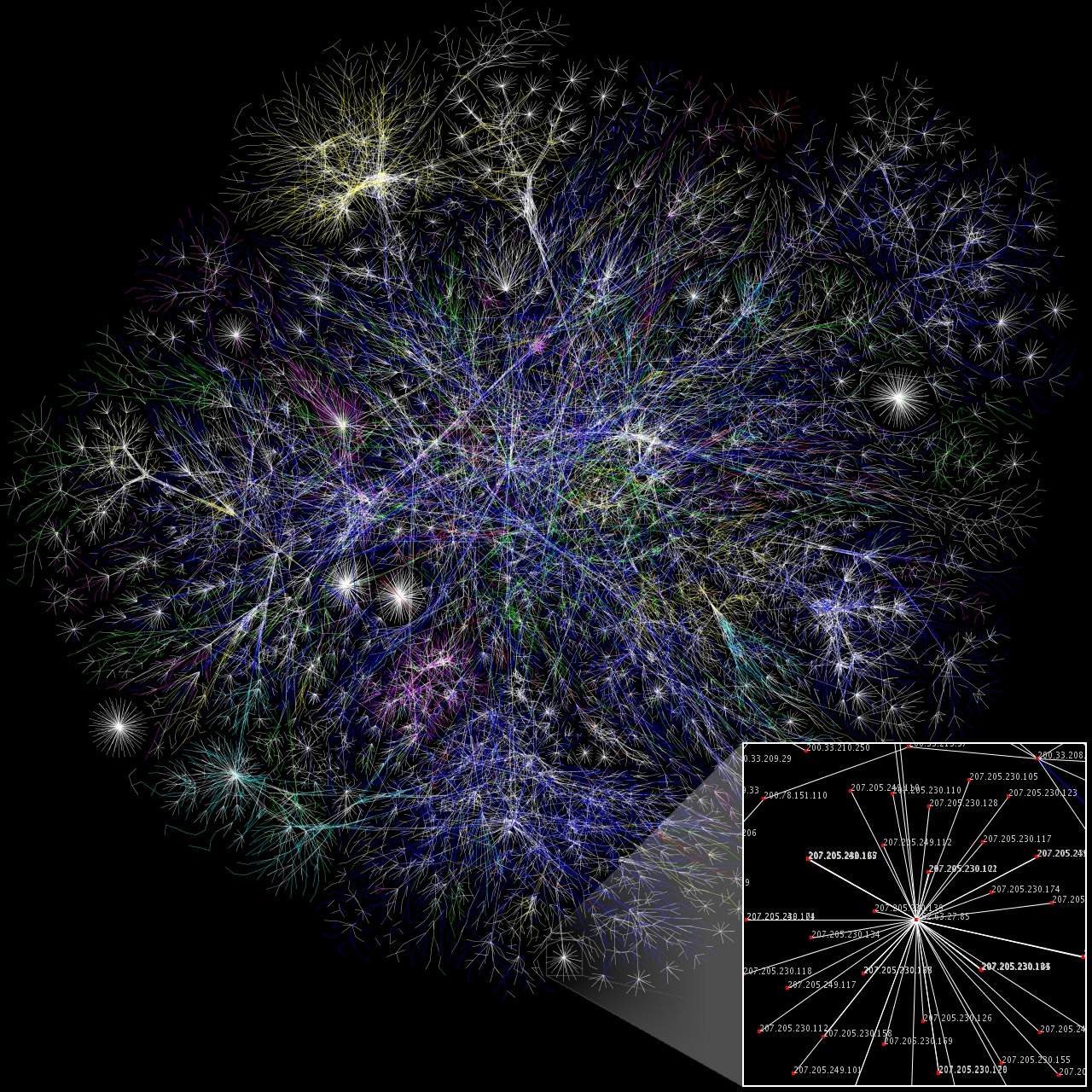
Mapa da Internet, que demonstra a grande densidade da rede, composta por conexões de laços sociais

## Tipos de laços sociais
Na classificação dos diferentes tipos de laços sociais, Raquel Recuero, em Redes sociais na Internet, nos mostra os tipos de acordo com certos autores. Assim, podemos citar que, para Breiger, os laços sociais, dependendo do tipo de interação que se cria, podem ser dos seguintes tipos:
Laços relacionais: formados através de relações sociais, ocorrendo pela interação entre os vários atores de uma rede social.
Laços associativos: não dependem da relação entre atores da rede, mas de um sentimento de pertencimento a determinado local, instituição ou grupo.
Já na denominação de Wasserman e Faust, a classificação é um pouco diferente, podendo os laços sociais serem classificados como:
Laço associativo: formado pela conexão entre um indivíduo e uma instituição ou grupo, resultando em um sentimento de pertencimento.  São constituídos de interações sociais reativas.
Laço dialógico: formados através da interação social mútua entre os usuários da rede, ou seja, pela troca de mensagens, conversas em chats, etc.
Laços relacionais: todo laço social seria entendido como relacional, já que todos eles são formados por uma interação, seja ela reativa, na qual há um processo de associação a uma ideia ou objeto, ou mútua, na qual ocorre troca de infomações entre atores sociais da rede.
Além destes, os laços também podem ser classificados como fortes ou fracos, pela teoria de Granovetter. Sua força dependeria da quantidade de tempo que estariam se relacionando os atores sociais, de sua intensidade emocional, da intimidade e de serviços recíprocos.
Os laços fortes, nesta concepção, seriam aqueles nos quais há maior intimidade e proximidade entre pessoas. E os laços fracos são constituídos de relações mais dispersas entre usuários da rede.
Os laços também podem depender da reciprocidade nas reações entre os indivíduos. Assim sendo, existem laços assimétricos, que se formam quando um dos atores se sente próximo do outro, mas este não se sente da mesma relação quanto ao primeiro, o que resulta em forças de interação diferente nos dois sentidos.  E quando a interação possui a mesma força em ambos os sentidos, temos um laço simétrico.
Outra classificação possível é a de laços multiplexos, que ocorrem quando um relação é constituída de interações em diversos tipos de ambiente.  Por exemplo, um estudante que interage com seus colegas na escola ou universidade, mas também em ambientes de lazer ou em sua residência. Quanto mais variados e multiplexos são os laços entre as mesmas pessoas, mais forte ele é.

## Laços Fracos
Os laços fracos tendem a ter um menor vínculo no ambiente social, pois compõem uma variedade de experiências e formações distintas. Segundo Mark Granovetter, os laços fracos conectam diversos grupos devido sua característica intrínseca de heterogeneidade. Neste caso, os indivíduos da rede se comunicam sem criar proximidade, ou seja, não demanda interações para ser mantido, é uma relação mais fluida e menos conectada, na qual não há intimidade, reciprocidade ou mesmo confiança.
Laços fracos como coloca Granovetter são definidos pela comunicação que surge ao redor da informação naquele exato momento. Um indivíduo está mais propenso a ouvir o que provém de um laço fraco do que aquilo que vem de laços fortes.
A mais provável explicação para este apontamento é de que os laços fracos são mais eficazes em atingir outros indivíduos. Dessa forma, eles se tornam relevantes por serem propensos a criar mais pontes do que os laços fortes, além do esperado.
Granovetter constata que indivíduos escassos de “Laços Fracos” carecem de informações de partes mais distantes dentro do seu próprio meio social, sem essas ligações há uma maior disposição ao isolamento, retida em seus clusters Nesse sentido, se tornam essenciais para a inclusão dos seres à sociedade. Quanto menos laços fracos houver, há maior dificuldade de circular novos saberes e maior fragmentação dos grupos.

### História
Em 1970 Dr. Granovetter se submeteu a tese de doutorado para a Universidade de Harvard, intitulada como "Mudando de trabalho: Canais de mobilidade da informação em comunidade suburbanas". A dissertação ilustra o conceito de laços fracos, o qual serve de base para posteriormente, em 1973, publicar a tese de doutorado ”A força laços fracos" reconhecida como a mais influente tese da sociologia já escrita.

## Laços sociais e a Internet
Na Internet, os laços sociais tendem a ser mais multiplexos, já que existem uma infinidade de redes sociais, comunidades e sites interativos nos quais eles podem se relacionar a outros. E quanto maior o número de laços, mais densa é a rede, pois isso indica um maior grau de conexão entre os indivíduos.
Os laços fracos são os principais estruturadores das redes sociais. Isso porque as pessoas se relacionam por laços fortes apenas com um grupo mais recluso de outros indivíduos, geralmente fechados em um mesmo círculo social. A quantidade de laços fracos, constituídos de interações mais pontuais e superficiais, que ela apresenta com os demais é muito maior. Pela participação mais esparsa há maior conexão e maior adensamento da rede, além de ser possível estabelecer maior número de interligação entre grupos e comunidades. Estes últimos são ambientes que congregam pessoas de mesmos valores e interesses, podendo reuni-las em torno de laços de apoio e amizade.
A Internet foi um importante fator de aproximação entre pessoas que moram longe. Isso porque, através da rede, essas pessoas puderam manter seus laços sociais através de trocas de mensagens ou informações no espaço virtual. Este fator demonstra o grande potencial da Internet na manutenção de laços sociais mediados pelo computador.
Além disso, a rede oferece uma gama maior de ambientes nos quais a interação é possível. Isso pode auxiliar as relações, pois a Internet é capaz de dar continuidade e reforçar os laços fortes que já existiam pela relação física.

## Autores
Dentre os teóricos importantes a respeito de laços sociais, relações ou interações, pode-se citar: Katherine Faust, Stanley Wasserman, Erwin Goffman, Barry Wellman, Mark S. Granovetter, Laura Garton, Caroline Haythornthwaite, Barry Wellman, entre outros.
Em edições brasileiras, pode-se encontrar estudos importantes de Raquel Recuero, Manuel Castells, Alex Primo, entre outros.